# Inga nubium
Inga nubium är en ärtväxtart som beskrevs av Poncy. Inga nubium ingår i släktet Inga och familjen ärtväxter. Inga underarter finns listade i Catalogue of Life.